# Сидорово (Медведевский район)
 Сидорово  — деревня в Медведевском районе Республики Марий Эл. Административный центр Сидоровского сельского поселения.

## География
Находится у юго-восточной окраины города Йошкар-Ола.

## История
Известна с 1723 года как деревня дворцовых крестьян (русских) из 13 дворов. В 1795 году здесь было отмечено 16 дворов и 87 жителей, в 1879 году 19 дворов, в 1911 29 дворов, в 1919 171 житель, в 1959 202 человека. В советское время работали колхозы «Доброволец» и имени Жданова.

## Население
Население составляло 214 человека (русские 92 %) в 2002 году, 319 в 2010.